# David Ehrlich
David Ehrlich (geboren im 20. Jahrhundert) ist ein US-amerikanischer Journalist und Filmkritiker. Seit 2021 ist er Chief Film Critic der Website IndieWire.
David Ehrlich absolvierte ein Filmstudium an der Columbia University mit einem Abschluss als Bachelor.
Er hat als Journalist in unterschiedlichen Funktionen für verschiedene Musik- und Filmzeitschriften gearbeitet, u. a. für Rolling Stone, Time Out New York und  Little White Lies. Als freier Mitarbeiter hat er Filmkritiken für das Onlinemagazin Slate geschrieben, für Vanity Fair, The Guardian, The Independent, The Dissolve und weitere.
Er ist Mitglied des New York Film Critics Circle und gehört seit 2016 zum Stab des Online-Magazins IndieWire. Ehrlich lebt in Brooklyn.